# Monté

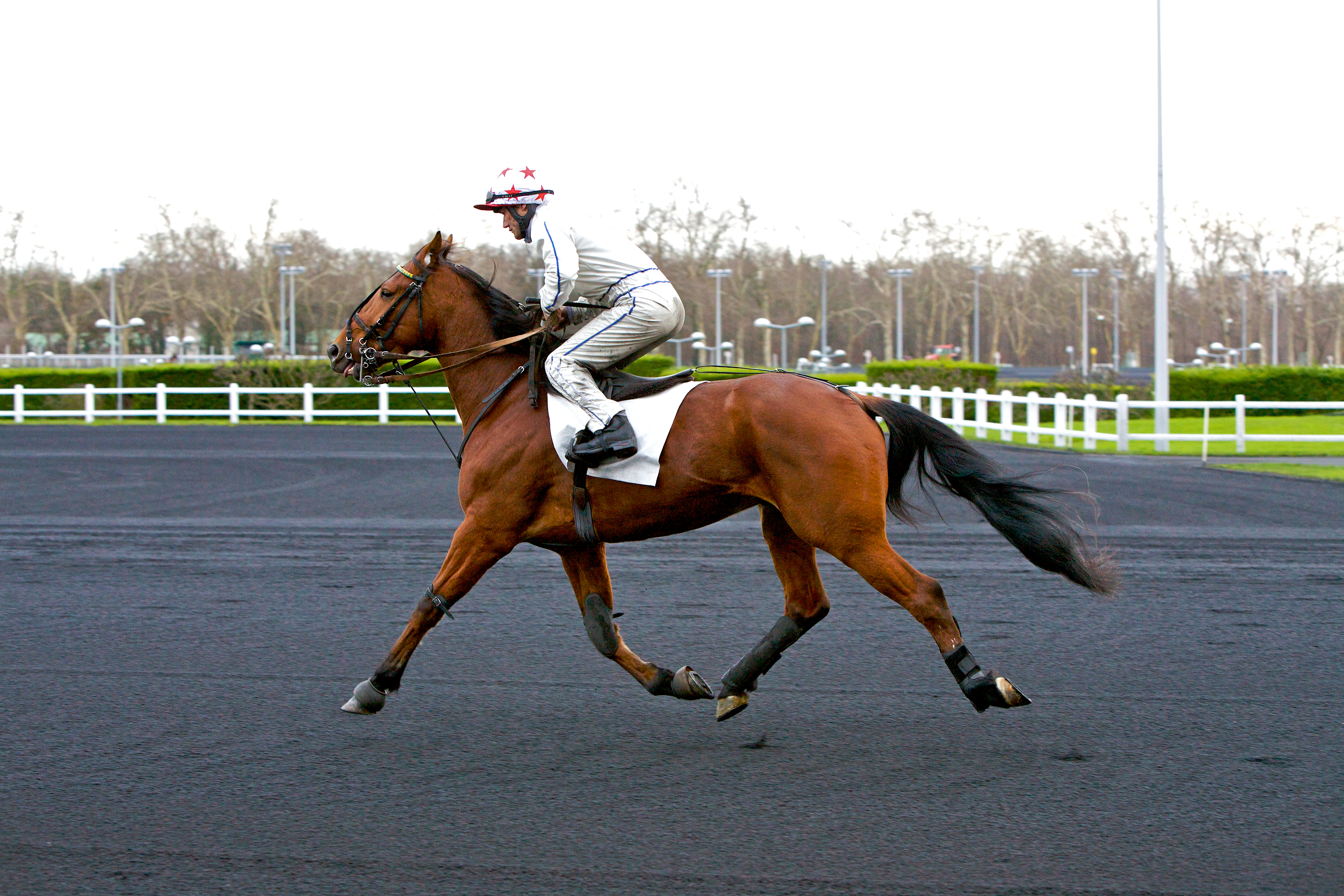
En ryttare som rider på en travhäst.

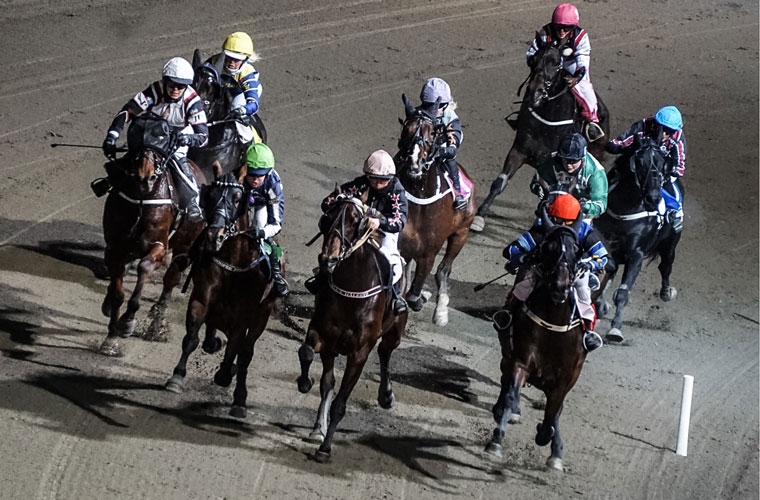
Montélopp rids på Solvalla.

Monté (franska för uppsutten) är en inriktning inom hästsporten där man rider travhästarna i stället för att köra dem i sulky.
Inom travsporten anordnas tävlingar i travridning. De allra första montéloppen hölls på en strand i Cherbourg i Normandie den 25-26 september 1836. Idag utgör monté cirka 20-30 procent av alla lopp inom fransk travsport medan den fortfarande är ganska okänd i resten av världen. Världens största montélopp Prix de Cornulier går av stapeln på Vincennesbanan i Paris varje år i januari under det franska vintermeetinget.

## Monté i Sverige
Sverige har försökt motverka spelberoende genom att införa monopol på spel. Från år 1898 till 4 maj 1923 rådde spelförbud på trav, då detta totalisatorförbud hävdes. Sedan 2004 är totospel på montélopp också tillåtet.
År 2004 var premiären för monté i modern svensk travsport. Norska ekipaget J.R.Bonanza med Liv Pedersen segrade på 1.16,2 över 2140 meter på Lindesberg den 5 juni 2004.
Svensk Monté Riksorganisation (SMR) bildades 14 april 2010. Sedan 2016 är SMR adjungerande i Basorganisationerna (BAS).
I början skaffade många montélicens och som mest har 700 ryttare licenserats under ett år. År 2016 fanns cirka 400 licensierade montéryttare som tävlade i runt 400 lopp varje år. Efter att fystest infördes 1 november 2017 har dock antalet licenser sjunkit.
I oktober 2017 var för första gången ett montélopp, närmare bestämt Monté-SM på Åbytravet, med på V75-spelet i Sverige. Andra större lopp är till exempel Montéeliten som rids Elitloppsdagen på Solvalla samt Åby Stora Montépris, Åby Nordic Monté Trophy och Olympiamontén på Åbytravet.